# Torneo di Wimbledon 2024 - Doppio maschile per invito
Bob Bryan e Mike Bryan erano i campioni in carica, e si sono confermati sconfiggendo in finale Kevin Anderson e Lleyton Hewitt con il punteggio di 6–1, 6–4.

## Tabellone

### Legenda
| - Q = Qualificato - WC = Wild card - LL = Lucky loser | - ALT = Alternate - SE = Special Exempt - PR = Protected Ranking | - w/o = Walkover - r = Ritirato - d = Squalificato |

### Finale
|  | Finale |                               |                               |   |   |  |
|  |        |                               |                               |   |   |  |
|  | A4     | Kevin Anderson Lleyton Hewitt | Kevin Anderson Lleyton Hewitt | 1 | 4 |  |
|  | B1     | Bob Bryan Mike Bryan          | Bob Bryan Mike Bryan          | 6 | 6 |  |

### Gruppo A
|    |                                   | Cabal Farah      | Delgado Grosjean | Haas Philippoussis   | Anderson Hewitt      | RR W–L | Set W–L | Game W–L | Standings |
| A1 | Juan Sebastián Cabal Robert Farah |                  | 7–5, 6–3         | 2–6, 6–3, [11–9]     | 6–4, 5–7, [3–10]     | 2–1    | 5–3     | 33–29    | 2         |
| A2 | Jamie Delgado Sébastien Grosjean  | 5–7, 3–6         |                  | 3–3, ret.            | 3–6, 2–6             | 1–2    | 1–4     | 16–28    | 3         |
| A3 | Tommy Haas Mark Philippoussis     | 6–2, 3–6, [9–11] | 3–3, ret.        |                      | 7–6(3), 4–6, [10–12] | 0–3    | 2–5     | 23–25    | 4         |
| A4 | Kevin Anderson Lleyton Hewitt     | 4–6, 7–5, [10–3] | 6–3, 6–2         | 6(3)–7, 6–4, [12–10] |                      | 3–0    | 6–2     | 37–27    | 1         |

La classifica viene stilata in base ai seguenti criteri: 1) Numero di vittorie; 2) Numero di partite giocate; 3) Scontri diretti (in caso di due giocatori pari merito); 4) Percentuale di set vinti o di game vinti (in caso di tre giocatori pari merito); 5) Decisione della commissione

### Gruppo B
|    |                                 | Bryan    | Baghdatis Malisse | Blake Soares     | Chardy López     | RR W–L | Set W–L | Game W–L | Standings |
| B1 | Bob Bryan Mike Bryan            |          | 6–3, 6–3          | 7–5, 6–3         | 6–4, 6–4         | 3–0    | 6–0     | 37–22    | 1         |
| B2 | Marcos Baghdatis Xavier Malisse | 3–6, 3–6 |                   | 6(5)–7, 3–6      | 7–6(5), 6–3      | 1–2    | 2–4     | 28–34    | 3         |
| B3 | James Blake Bruno Soares        | 5–7, 3–6 | 7–6(5), 6–3       |                  | 6–4, 4–6, [10–1] | 2–1    | 4–3     | 32–32    | 2         |
| B4 | Jérémy Chardy Feliciano López   | 4–6, 4–6 | 6(5)–7, 3–6       | 4–6, 6–4, [1–10] |                  | 0–3    | 1–6     | 27–36    | 4         |

La classifica viene stilata in base ai seguenti criteri: 1) Numero di vittorie; 2) Numero di partite giocate; 3) Scontri diretti (in caso di due giocatori pari merito); 4) Percentuale di set vinti o di game vinti (in caso di tre giocatori pari merito); 5) Decisione della commissione